# Abraham Sulzbach (Kaufmann)
Abraham Sulzbach (* 1777 in Fürth; † 1865 in Frankfurt am Main) war ein deutscher Kaufmann und Herausgeber eines Börsenblattes.

## Leben
Abraham Wolf Sulzbach wurde als Sohn des Schutzjuden Seligmann Sulzbach in Fürth geboren. 1809 kam er nach Frankfurt am Main und wurde Buchhalter beim Frankfurter Bankhaus Beer Nehm Rindskopf, welches bis dahin schon mehr als 300 Jahre in der Frankfurter Judengasse ansässig war. Dort stieg er bis zum Geschäftsführer auf. Nach Eheschließung mit Sara Beyfuss (* 1787) erhielt er das Recht der dauernden Niederlassung in Frankfurt am Main. Nach der Auflösung des Bankhauses 1823 arbeitete Abraham Sulzbach als vereidigter Wechselmakler. Ab 1825 gab er Kursblätter der Frankfurter Börse heraus. Eine tägliche Ausgabe dieser Blätter erschien ab April 1831. Seine Börsenblätter galten als zuverlässig.
Abraham Sulzbach starb im Alter von 88 Jahren in Frankfurt am Main. Aus der 1810 mit Sara Beyfuss aus Frankfurt am Main geschlossenen Ehe sind fünf Kinder hervorgegangen. Die beiden Söhne Siegmund Sulzbach und Rudolf Sulzbach wurden bekannte Frankfurter Privatbankiers.